# Stráž, Tachov
Stráž là một chợ huyện thuộc huyện Tachov, vùng Plzeňský, Cộng hòa Séc.